# Heterothrips vernus
Heterothrips vernus är en insektsart som beskrevs av Ian A. Hood 1939. Heterothrips vernus ingår i släktet Heterothrips och familjen Heterothripidae. Inga underarter finns listade i Catalogue of Life.